# Lista över Sveriges äldsta företag
Detta är en lista över Sveriges äldsta företag.
Enligt en undersökning genomförd 2008 av kreditupplysningsföretaget Soliditet fanns 512 svenska företag som var minst 100 år gamla. De vanligast förekommande branscherna var fastighetsverksamhet, handel och tillverkning. De 512 företagen hade i snitt 135 anställda. 84 procent av företagen var aktiebolag. Företagen var avsevärt mer kreditvärdiga än svenska företag i genomsnitt. 
| Grundat år | Nuvarande namn                          | Kommentarer |
| ---------- | --------------------------------------- | --- |
| Före 1288  | Stora AB                                | Världens äldsta aktiebolag. Sedan 1998 del av Stora Enso. |
| 1346       | Skyllbergs bruk                         | |
| 1545       | Wedevåg Tools                           | Sveriges äldsta järnmanufakturföretag. Konkurs 2022. |
| 1550       | Borggårds Bruk                          | |
| 1552       | Åkers Krutbruk Protection AB            | Likviderat 2021 |
| 1569       | Berte Qvarn                             | |
| 1573       | Klippans bruk                           | |
| 1580       | Åkers Sweden                            | |
| 1590       | Ramnäs Bruk                             | |
| 1607       | Skultuna Messingsbruk                   | |
| 1609       | Holmen                                  | |
| 1636       | Posten                                  | Föregångare till Posten var Postverket, ett statligt affärsverk. Ingår idag i den svensk-danska koncernen Postnord.                                            |
| 1655       | Ankarsrum Electric Motors AB            | |
| 1666       | Sporrong                                | |
| 1675       | Lesjöfors AB                            | Producerar fjädrar och banddetaljer. |
| 1682       | Häfla Bruks AB                          | |
| 1685       | Iggesunds Bruk                          | Ingår i skogskoncernen Holmen AB. |
| 1689       | Husqvarna AB                            | |
| 1720       | Uddeholms Bolag                         | Idag Uddeholms AB, med anor från Sunnemo bruk (1640). |
| 1735       | Gamla Dragarelaget                      | Idag GDL AB, ett transport- och logistikföretag. Helsingborgs äldsta (fortfarande verksamma) företag.                                                          |
| 1740       | Grycksbo Pappersbruk                    | Idag Arctic Paper Grycksbo. |
| 1740       | Limmareds glasbruk                      | Sveriges äldsta glasbruk. |
| 1742       | Kosta glasbruk                          | |
| 1746       | Brandkontoret                           | Försäkringsbolag specialiserat på fastighetsförsäkringar i Stockholm.                                                                                          |
| 1762       | Olofsfors AB                            | Företag inom stålindustrin i Nordmaling. |
| 1797       | Höganäs AB                              | Grundat som stenkolsverk. |
| 1802       | Ekman & Co AB                           | Ekman är idag världsledande marknadsplats för pappersmassa, papper med mera.                                                                                   |
| 1803       | D. Carnegie & Co                        | Porterbryggeri och sockerbruk. Det blev senare basen i Svenska Sockerfabriks AB. Bolaget fortsatte med fastigheter och är numera finansföretag och bank.       |
| 1804       | Alstermo bruk                           | Grundat som handpappersbruk. |
| 1810       | Reijmyre glasbruk                       | |
| 1822       | Motala Verkstad                         | |
| 1822       | P.A. Norstedt & Söner                   | Sveriges äldsta bokförlag. |
| 1824       | Killbergs bokhandel, Helsingborg        | |
| 1832       | Quidings bokhandel, Växjö               | |
| 1837       | Albert Bonniers Förlag                  | |
| 1847       | Ahlmark Lines                           | Sveriges äldsta rederi. |
| 1855       | Skandia                                 | |
| 1856       | Åbro Bryggeri                           | Sveriges äldsta bryggeri. |
| 1857       | AB Gustaf Kähr                          | Även kallad Kährs. |
| 1857       | Svanströms                              | Sveriges äldsta kontorsvaruföretag. |
| 1861       | Sifvert Skruv AB                        | Specialist inom fästelement. |
| 1862       | Sandvik AB                              | |
| 1864       | Orica Sweden AB                         | Dåvarande Nitroglycerin Aktiebolaget (Senare Nitro Nobel AB, Dyno Nobel AB) grundades 1864 av Alfred Nobel och är numer en del av den globala koncernen Orica. |
| 1866       | Aktiebolaget för varubelåning           | Ett av Sveriges äldsta Pantbanksföretag. Startades år 1866 av J.A. Jansson och är idag ägt av en stiftelse med samma namn.                                     |
| 1870       | F O Peterson & Söner                    | Sveriges äldsta byggföretag. |
| 1871       | Kron International AB                   | Sveriges äldsta borstbinderi. Startade under namnet Stockholms Borstbinderi AB.                                                                                |
| 1873       | Atlas Copco AB                          | |
| 1874       | Kågströms Repslageri AB                 | |
| 1880       | S.A Wetterlings manufaktur AB           | Tillverkning av yxor. |
| 1881       | J.E. Lindbom AB                         | Företaget bildades 1881, registrerat 1947. |
| 1883       | Sjölins Smide                           | Företaget grundades 1883 och är fortfarande verksamt inom stålbyggnadskonstruktioner.                                                                          |
| 1884       | AB Karlskrona Lampfabrik                | Sveriges första lampfabrik. Ägs och drivs fortfarande av familjen Skantze.                                                                                     |
| 1886       | Skromberga stenkols- och lerindustri AB | Kakel- och klinkertillverkare bildat i skånska Ekeby, numera känt som Höganäs Kakel.                                                                           |
| 1887       | Uppsala Stadsbud                        | |
| 1888       | Neovici AB                              | Sveriges äldsta automatiseringsbolag, startade som en kvarn.                                                                                                   |
| 1895       | Östanåsågen AB                          | |
| 1895       | AFRY                                    | tidigare ÅF AB och AB Ångpanneföreningen. |
| 1891       | Bergstrands kafferosteri                | Kafferosteri beläget i Göteborg. |
| 1899       | Engelska Tapetmagasinet                 | Företaget grundades 1899 på Västra Hamngatan i Göteborg. |